# Valdez (Alaska)

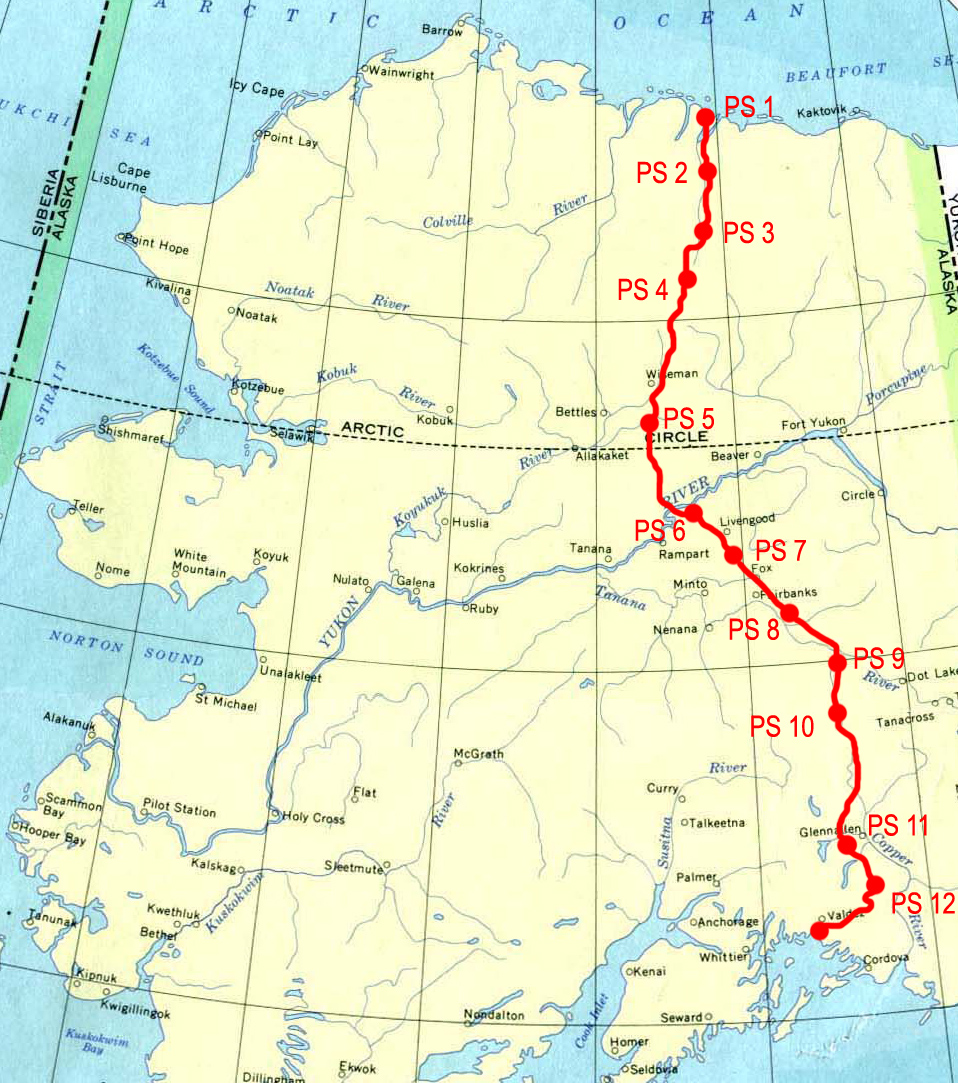
Mapa Trans-Alaska Pipeline (Ropociąg Trans-Alaska). Valdez znajduje się u jego południowego końca.

Valdez – miasto w Stanach Zjednoczonych, na południowym wybrzeżu Alaski, w okręgu niezorganizowanym, ulokowane na wewnętrznym (północnym) brzegu Zatoki Księcia Williama.

## Demografia
W 2000 populacja wynosiła 4036 osób. W 2023 liczba mieszkańców spadła do 3805 osób, a gęstość zaludnienia do 5,4 osoby/km².

## Gospodarka
Znajduje się tu ważny port morski i terminal morski Ropociągu Trans-Alaska. Stąd jest transportowana cała ropa naftowa wydobywana na północy stanu w okolicach Prudhoe Bay.
Był to ważny port rybacki, siedziba dużej floty małych statków rybackich do połowu krabów, do czasu katastrofy ekologicznej rozlania na akwenie zamkniętej zatoki wielkiej ilości ropy naftowej, po wejściu na mieliznę i podwodne skały pilotowanego po pijanemu, zbaczającego z wytyczonego kursu, właśnie załadowanego ropą supertankowca MT Exxon Valdez należącego do konglomeratu Exxon.
Pomimo kosztownej akcji oczyszczającej, pierwotnie dziewicza lokalna Zatoka Księcia Williama i jej ekosystem są nadal poważnie skażone, a rybołówstwo praktycznie na wymarciu. Katastrofa ta przyczyniła się do zmian konstrukcyjnych nowszych statków i procedur marynistycznych (m.in. wprowadzenie podwójnego kadłuba dla supertankowców roponośnych).

## Transport
W mieście działa port lotniczy Valdez.